# Синьорини, Телемако
Телемако Синьорини (итал. Telemaco Signorini; 18 августа 1835, Флоренция — 10 февраля 1901, там же) — итальянский художник, график, писатель, преподаватель. Был участником образованной в 1860-е годы группы художников маккьяйоли, противопоставлявших своё творчество сложившимся к тому времени канонам академизма.

## Биография
Родился во Флоренции, был сыном Джованни Синьорини, служившего придворным художником у великого герцога Тосканы. Первоначально хотел стать филологом и изучать древние языки, но затем по совету отца обратился к живописи; у отца же получил и первые уроки в области художественного мастерства. В 1852 году поступил во Флорентийскую академию художеств, однако учился без особенного желания. С 1854 года активно писал пейзажи с натуры, с 1855 года начал посещать известное флорентийское кафе «Микеланджело», где собирались многие известные местные художники, в том числе Сильвестро Лега, Джованни Фаттори, недовольные состоянием тогдашнего итальянского искусства и считавшие неправильным намечавшийся возврат к традициям классицизма и академизма; вместе с ними Синьорини стал одним из основателей группы Маккьяйоли.
В 1856 году он оставил занятия в академии, после чего отправился в учебную поездку в Венецию, а затем в другие регионы Италии (Романья, Ломбардия, Пьемонт, Лигурия); в 1859 году некоторое время служил добровольцем в армии Джузеппе Гарибальди и сражался против австрийских войск, написав затем несколько картин батальной тематики, положительно встреченных критикой (в отличие от более ранних работ).
В 1861 году отправился в Париж, где познакомился с рядом французских художников-реалистов; вскоре вернулся в Италию, где вместе с Лега и Боррани стал основателем школы пейзажной живописи «Паргентина». Впоследствии Синьорини подолгу жил в Париже, а также много путешествовал, в том числе по родной стране; в частности, в 1873—1874 годах он путешествовал по Сене и Марне, в 1870—1871 годах жил в Неаполе, в 1881 году посетил Англию и Шотландию. В 1882 году получил предложение стать профессором Флорентийской академии художеств, но отклонил его. С 1892 года преподавал в Высшем институте изящных искусств во Флоренции. В последний период жизни сблизился по своей творческой манере с французскими импрессионистами. Скончался в родном городе.

## Творчество
Наиболее известные картины Синьорини: «Pazze» (1865); «La sala delle agitate nell’ospizio di San Bonifacio» (1867; считается первой картиной в истории итальянского искусства, изображающей психиатрическую лечебницу); «Novembre» (1870); «Porta Adriana a Ravenna e Pioggia d’estate a Settignano». Неоднократно участвовал и получал награды на различных художественных выставках, в том числе в Турине в 1861 году, в Парме и Флоренции в 1870 году, в Вене в 1874 году.
Кроме того, Синьорини был автором большого количества рисунков, офортов (более всего известна серия изображений Старого рынка), книжных иллюстраций и карикатур, а также написал несколько десятков сонетов и ряд полемических статей по искусству для периодических изданий. В 1867 году стал одним из основателей журнала «Gazzettino delle arti del disegno», в котором публиковались в том числе статьи об искусстве его авторства.

## Галерея

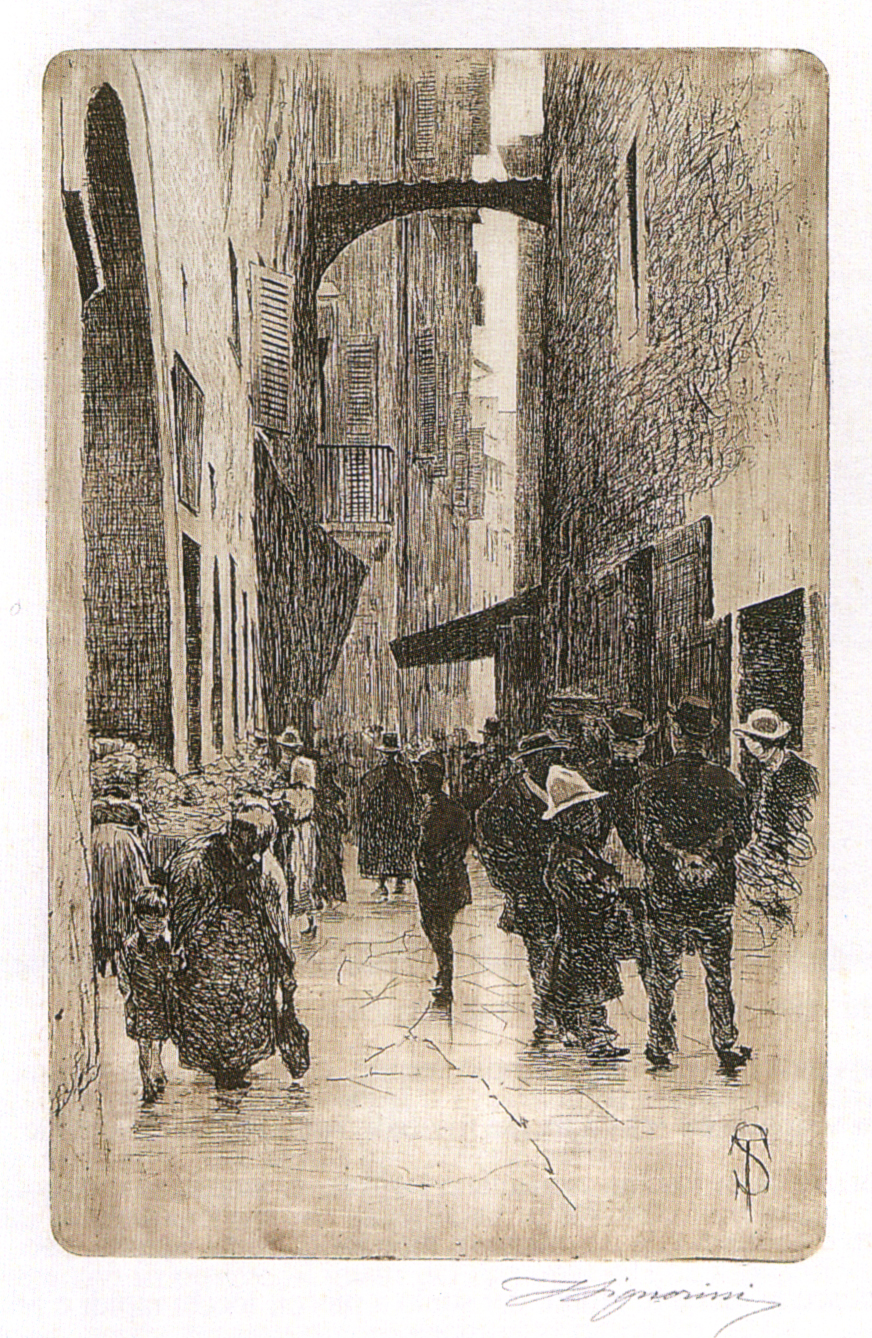
«Еврейское гетто во Флоренции», офорт, 1874.
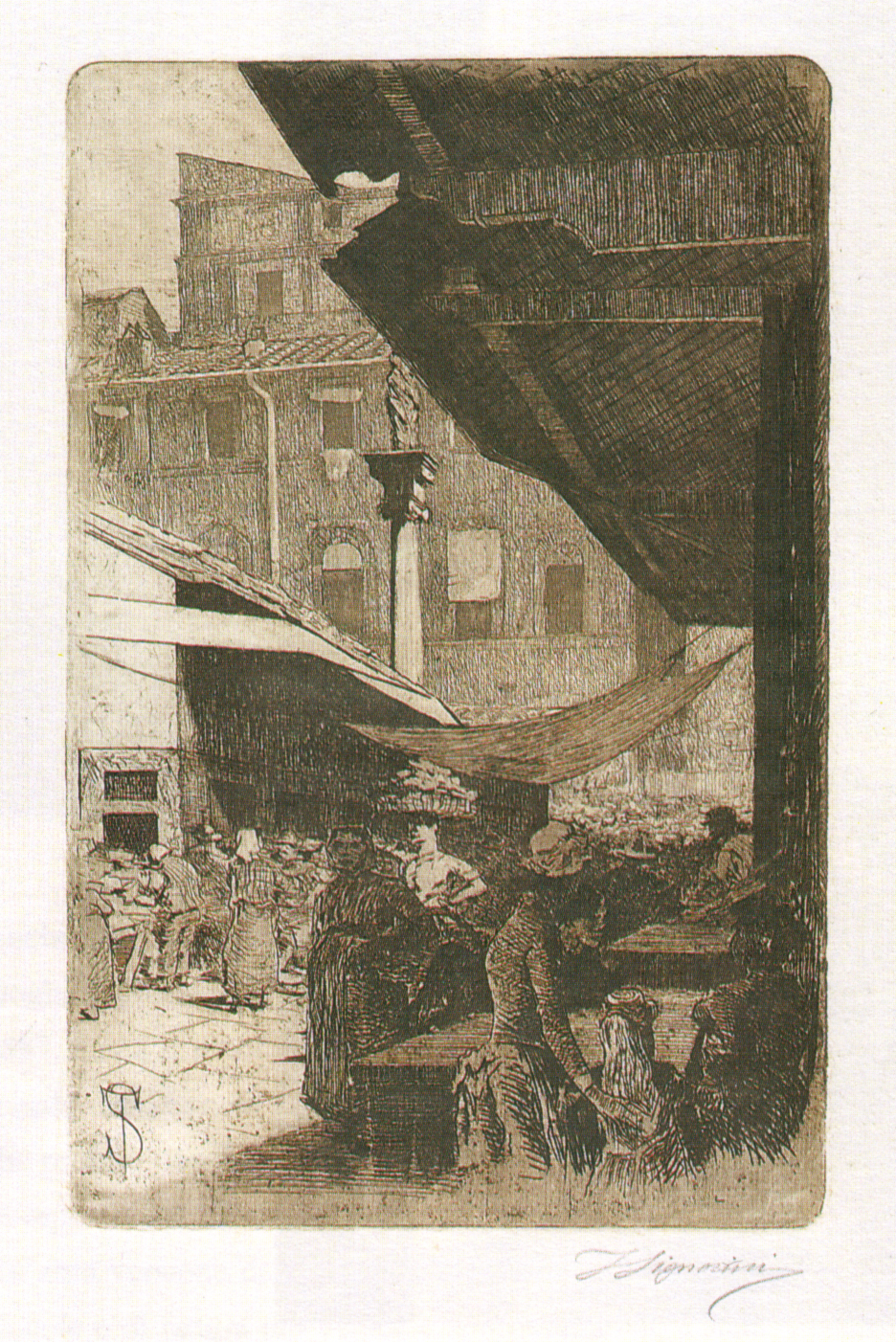
«Старый рынок Флоренции, колонная делла Довиция», офорт, 1874.
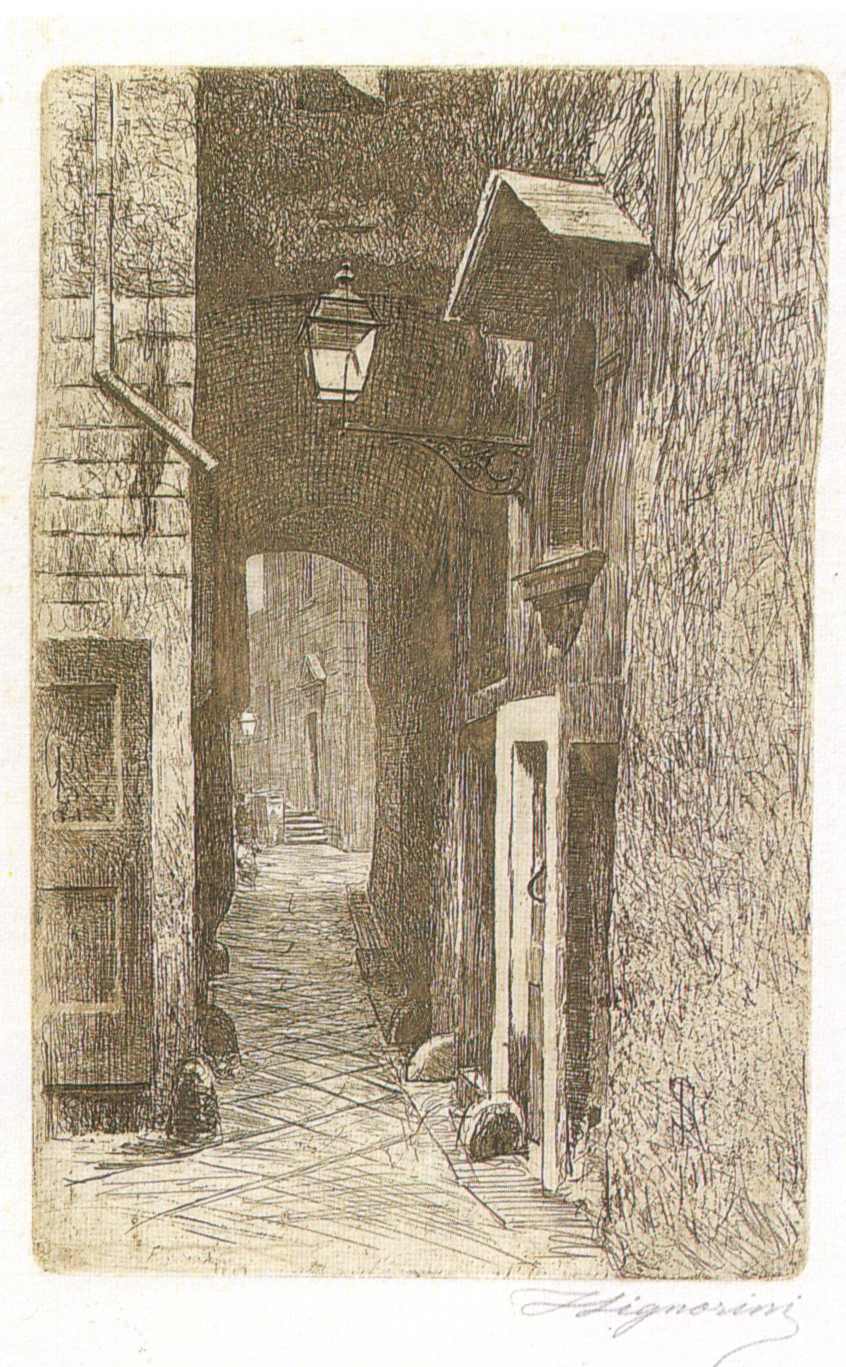
«Виа де Кавальери», офорт, 1874.
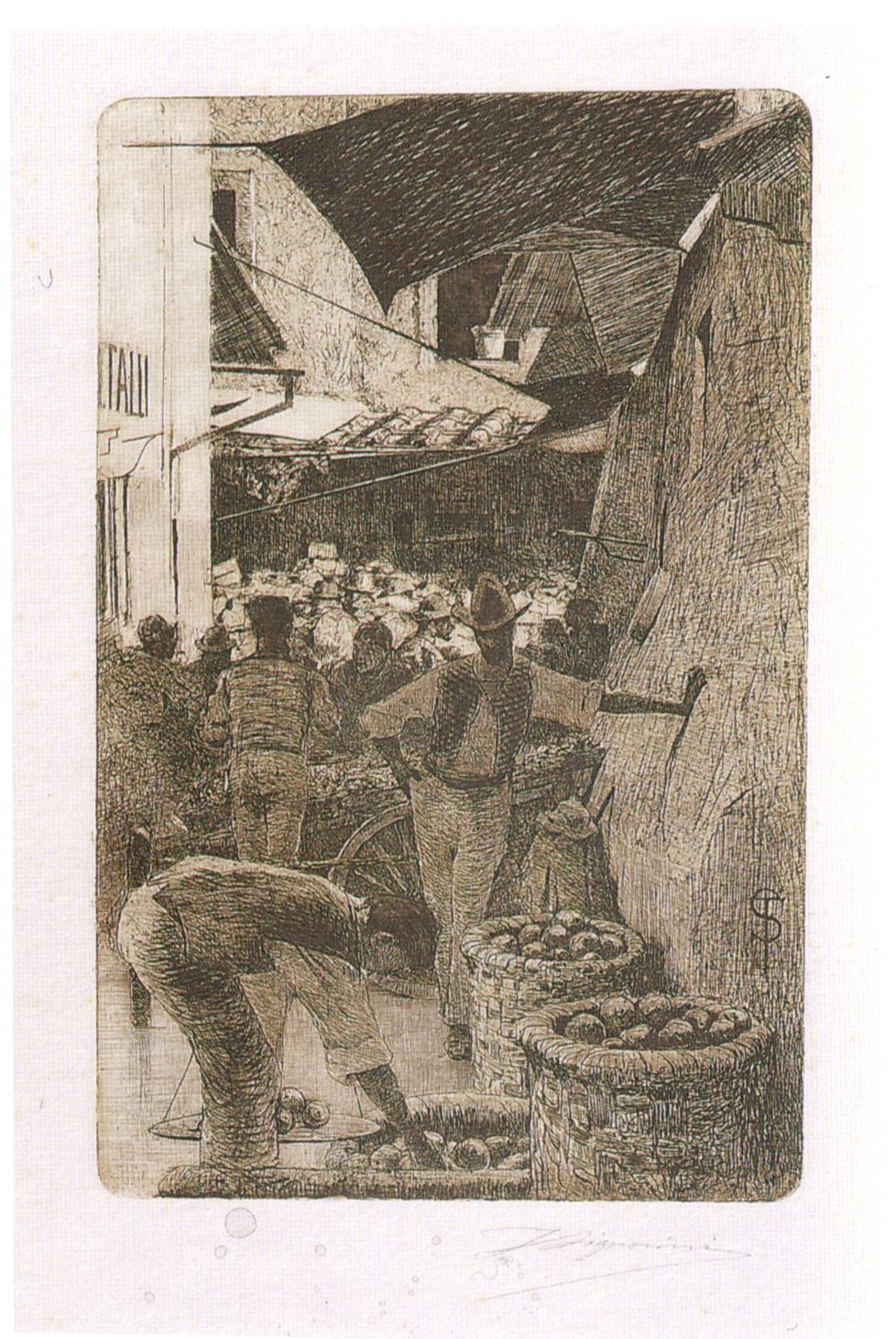
«Виа де Пелличчиаи. Старый рынок Флоренции», офорт, 1874.

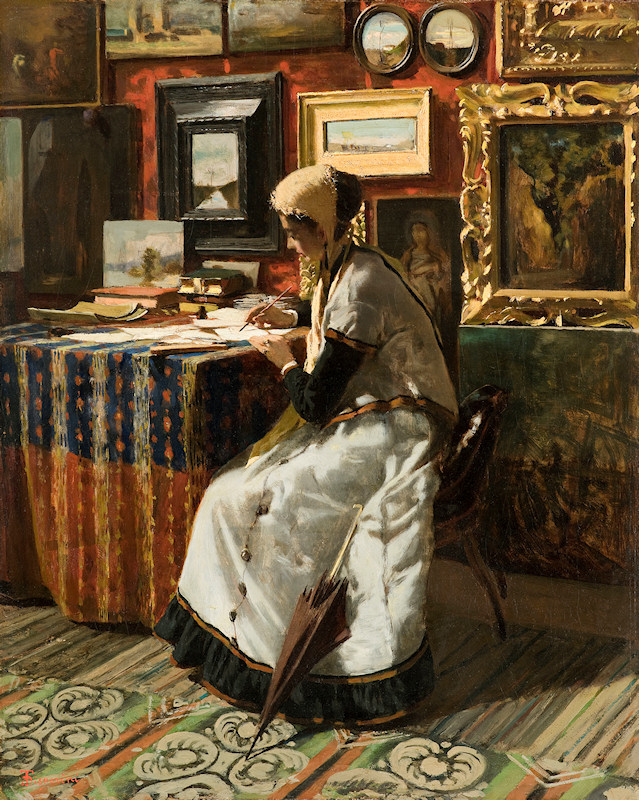
«Не могу дождаться твоего письма», 1867.
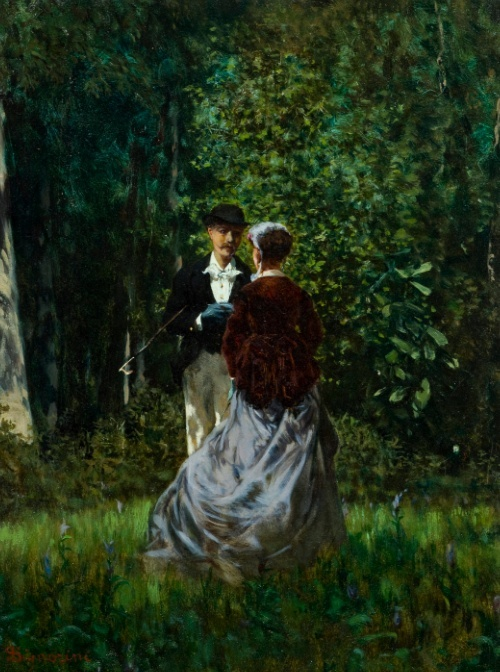
«Свидание в лесу», 1873.
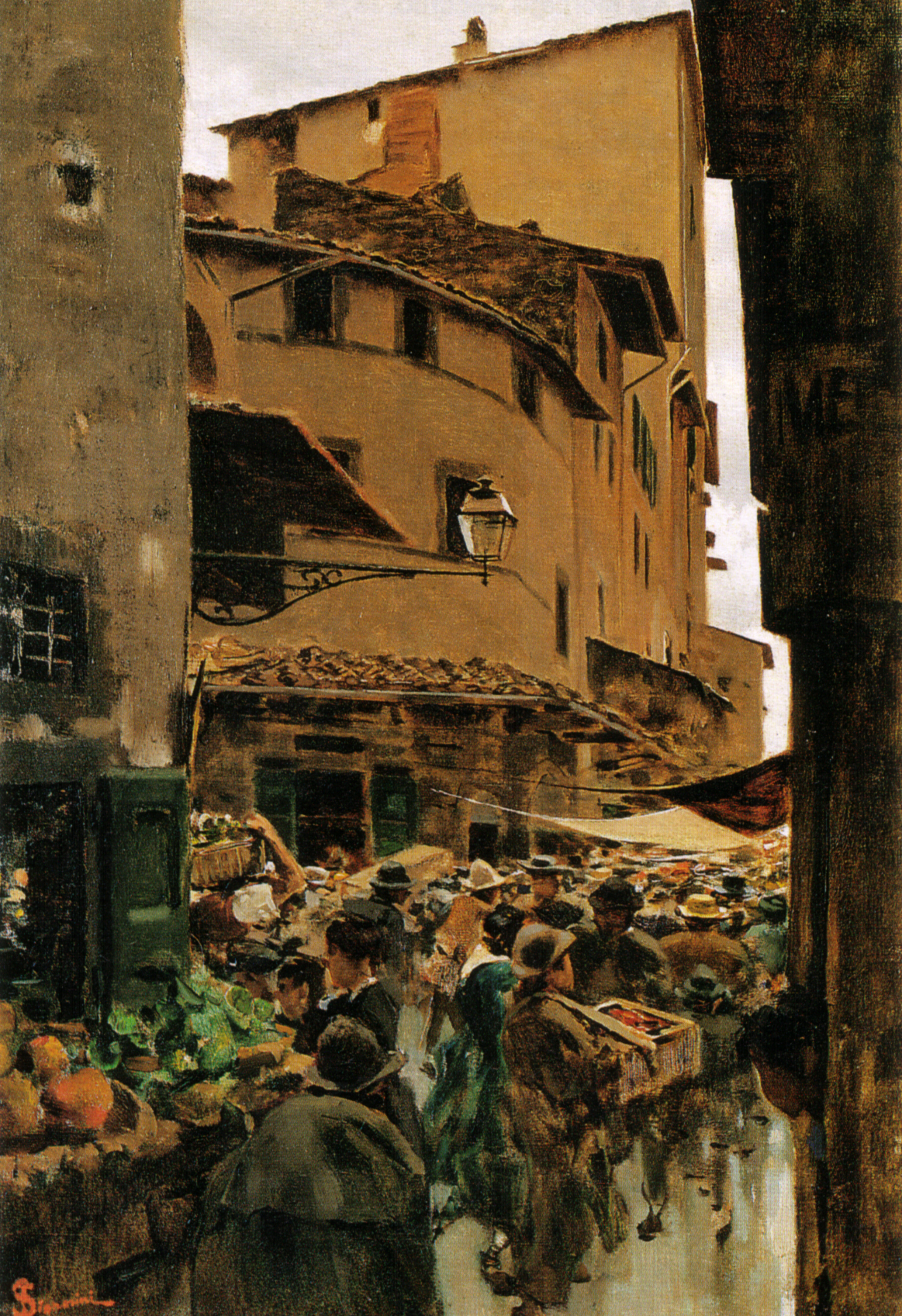
«Торговая виа Калимала», 1889.
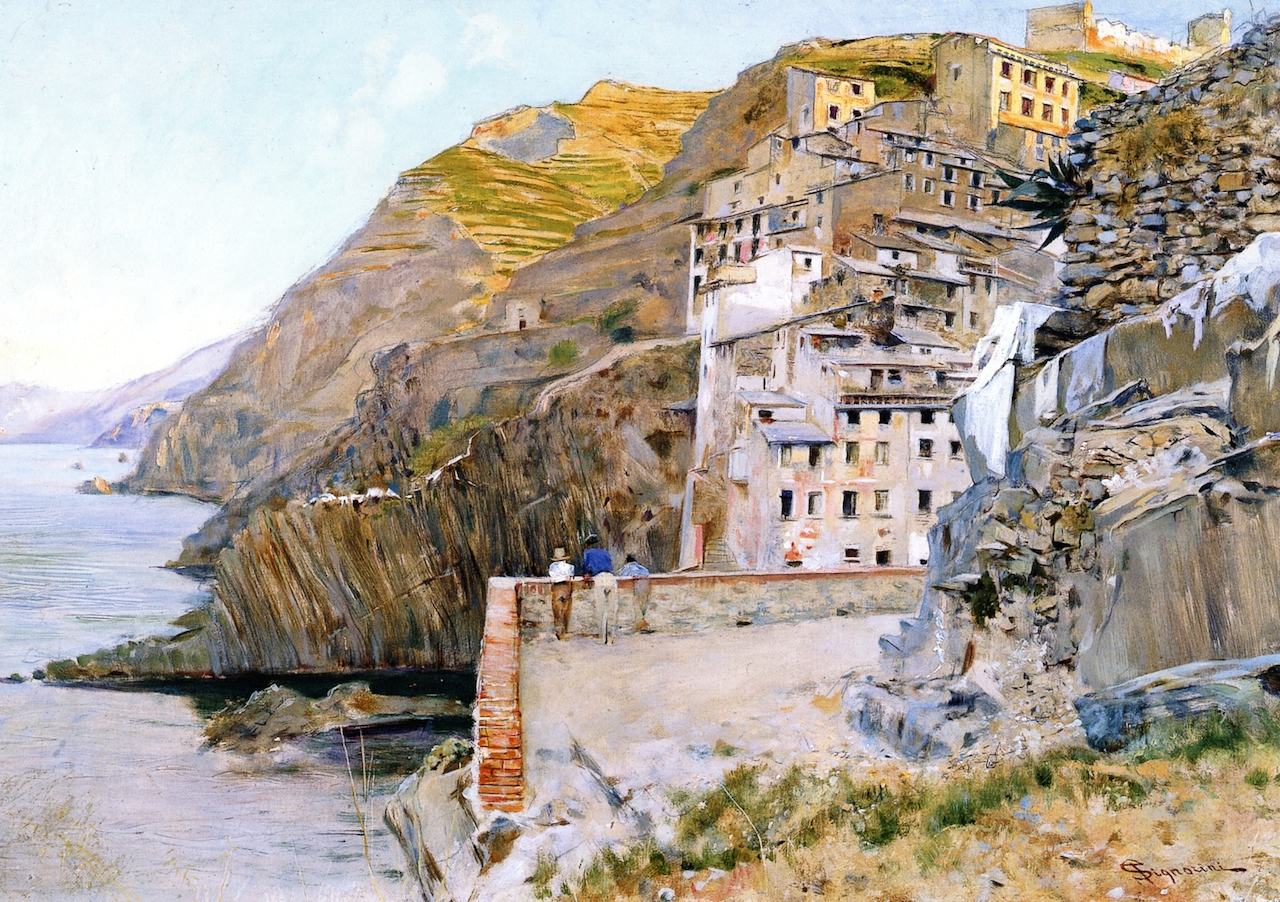
«Риомаджоре, пейзаж», ок. 1895.
«Дуб», цветной офорт, 1866.
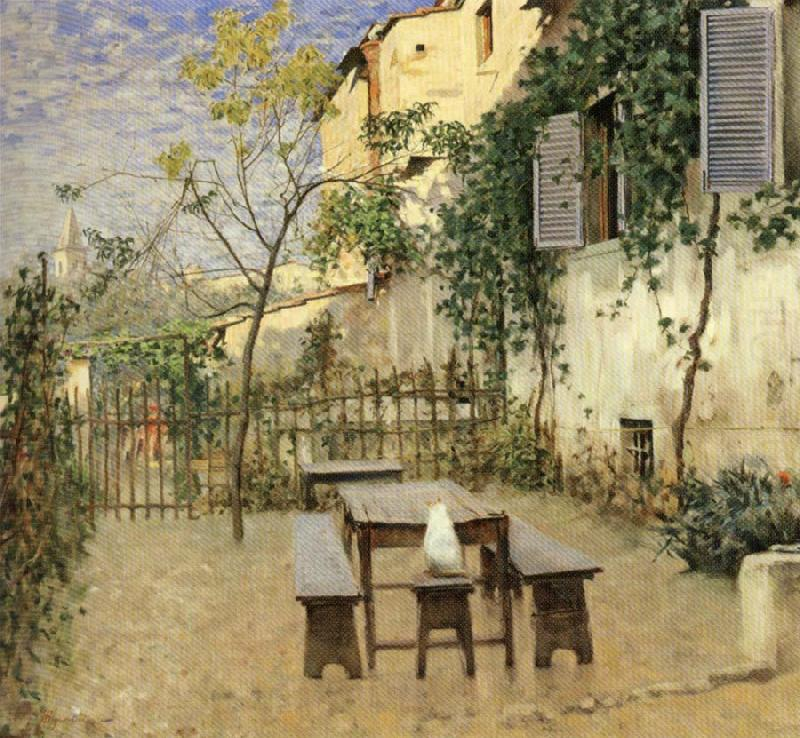
«Сентябрьское утро», 1891.
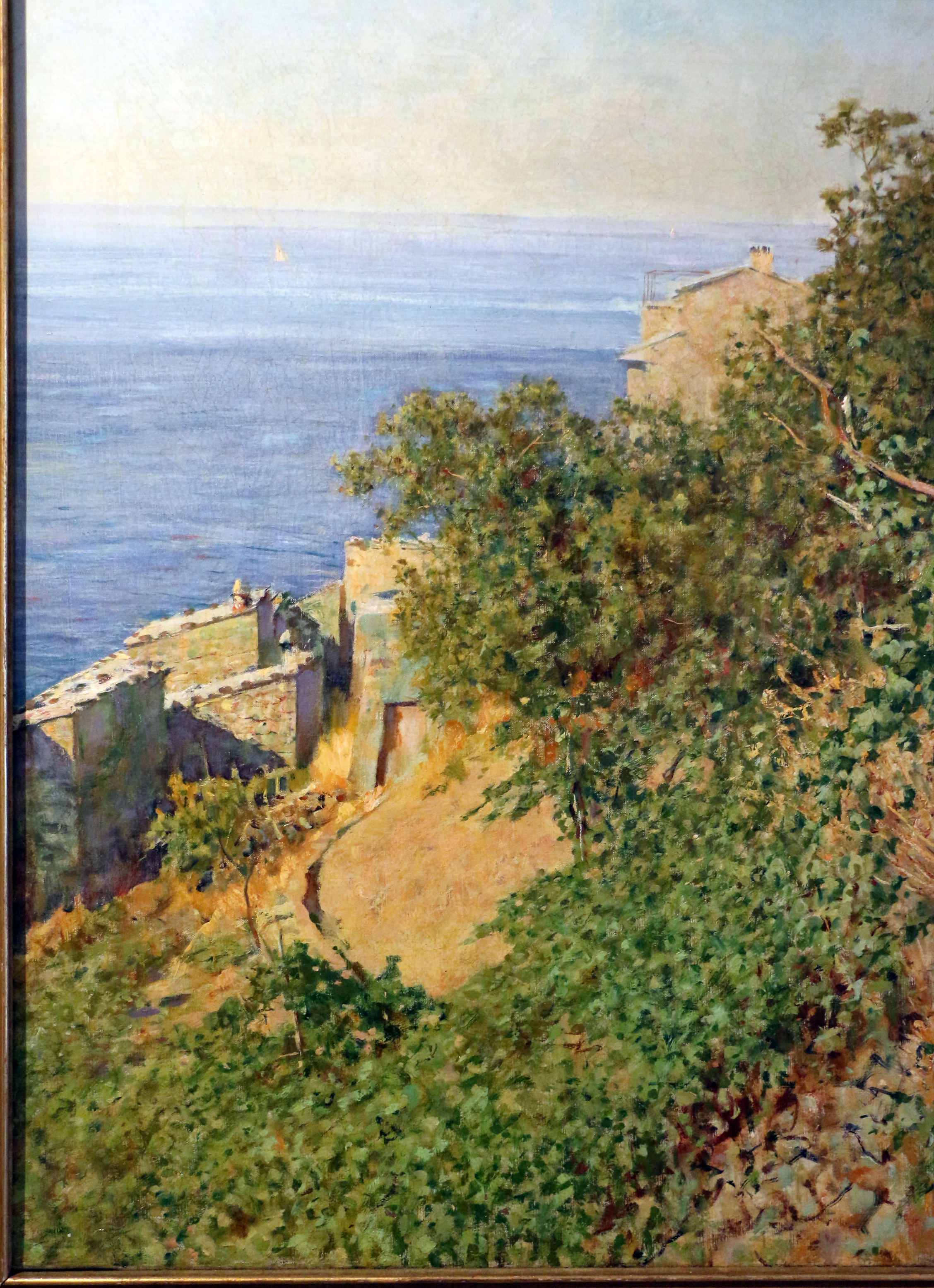
«Прибрежная растительность в Риомаджоре», 1894.
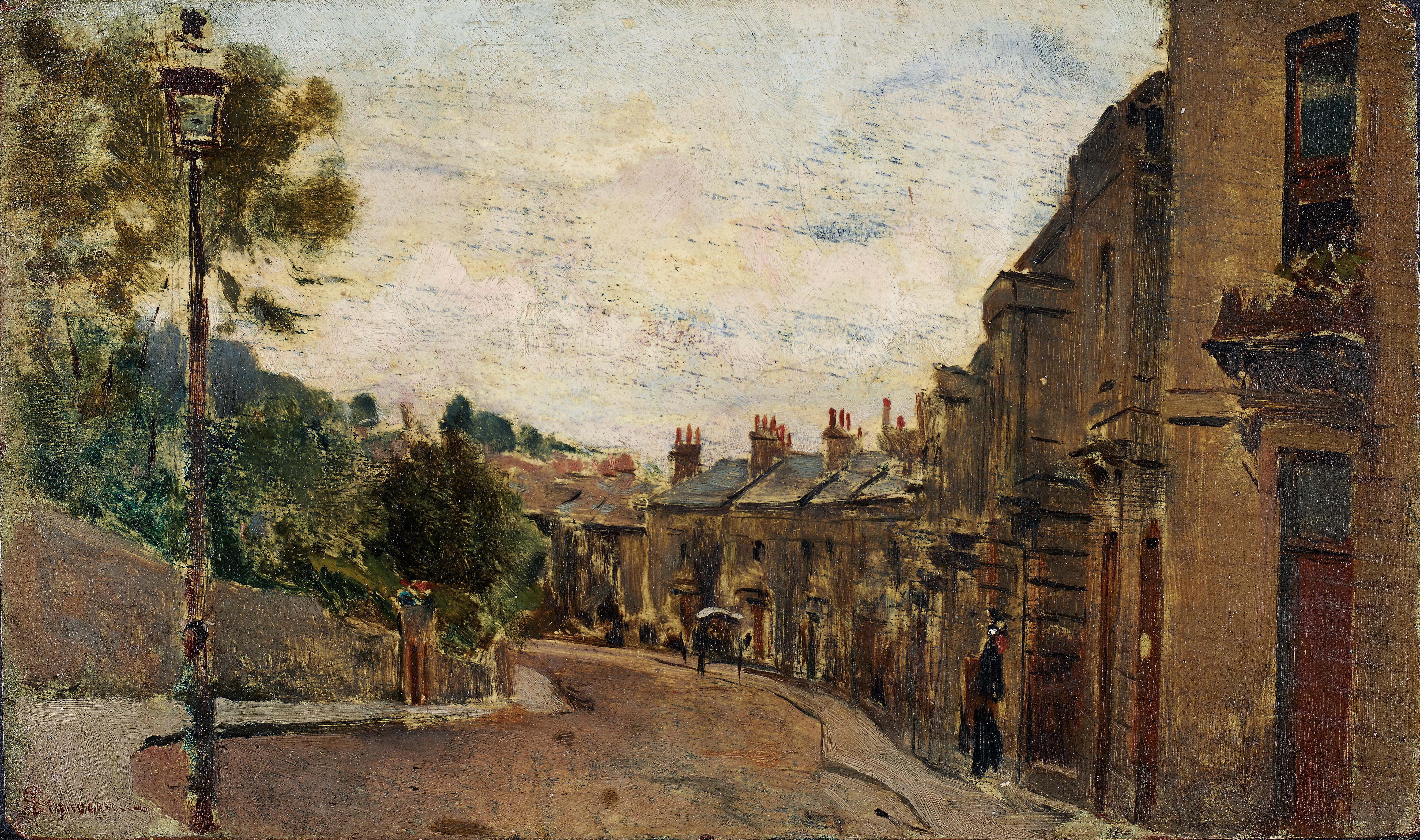
«Курорт Бат, Англия. Беркли Плейс», конец XIX века.